# Pseudopanurgus verticalis
Pseudopanurgus verticalis is een vliesvleugelig insect uit de familie Andrenidae. De wetenschappelijke naam van de soort is voor het eerst geldig gepubliceerd in 1967 door Timberlake.